# Колхида
Колхида (на старогръцки: Κολχίς, Колхис; на гръцки: Κολχίδα, Колхида; на грузински: კოლხეთი, Колхе́ти) е регион в Западна Грузия и Източна Турция, на източното и югоизточно крайбрежие на Черно море, заемащ Колхидската низина и съседните области. Наречен е по името на местното племе колхи, които Херодот, заради тъмната кожа, къдравите коси и обрязването, считал за потомци на египтяните. В древногръцката митология Колхида е родината на Еет и Медея и крайна цел в пътуването на аргонавтите.

## История
Колхида станала известна на гърците благодарение на търговията и основаните тук през 6 век пр.н.е. гръцки колонии Диоскуриада (Диоскурия) и Фазис.
Названието Колхида (Kolchis) се появява за първи път при античните автори Пиндар и Есхил в началото на 1 хилядолетие пр.н.е. Местното название на тази територия е – Егриси.
Древната Колхида била много плодородна: тук произвеждали вино, имало коноп, лен, восък, смола, дървесина за кораби, а също и златен пясък.
Между 6 век пр.н.е. и 2 век пр.н.е. на територията на Колхида съществувало Колхидско царство, а в по-късни времена тя влизала в състава на различни грузински държави.
В края на 6 век пр.н.е. – първата половина на 5 век пр.н.е. Колхидското царство се намирало в зависимост от Персия.
В края на 2 век пр.н.е. Колхидското царство било подчинено на Понтийското, а през 1 век пр.н.е. на Римската империя.

## Колхида в митологията
Според древногръцката митология Колхида е богата земя на края на света. Тук цар Еет пазел Златното руно, докато аргонавтите с помощта на дъщеря му, магьосницата Медея, не го отнели. Колхида е и мястото където Прометей е прикован към скалите и черният му дроб е кълван всеки ден от орел, за наказание, че е дал огъня на хората. Основните митични персонажи от Колхида са Еет, Идия, Пасифея, Цирцея, Медея, Халкиопа и Апсирт.